# 724 Hapag
724 Hapag је астероид главног астероидног појаса са средњом удаљеношћу од Сунца која износи 2,454 астрономских јединица (АЈ).
Апсолутна магнитуда астероида је 13,2 а геометријски албедо 0,182.